# 방카르 도그

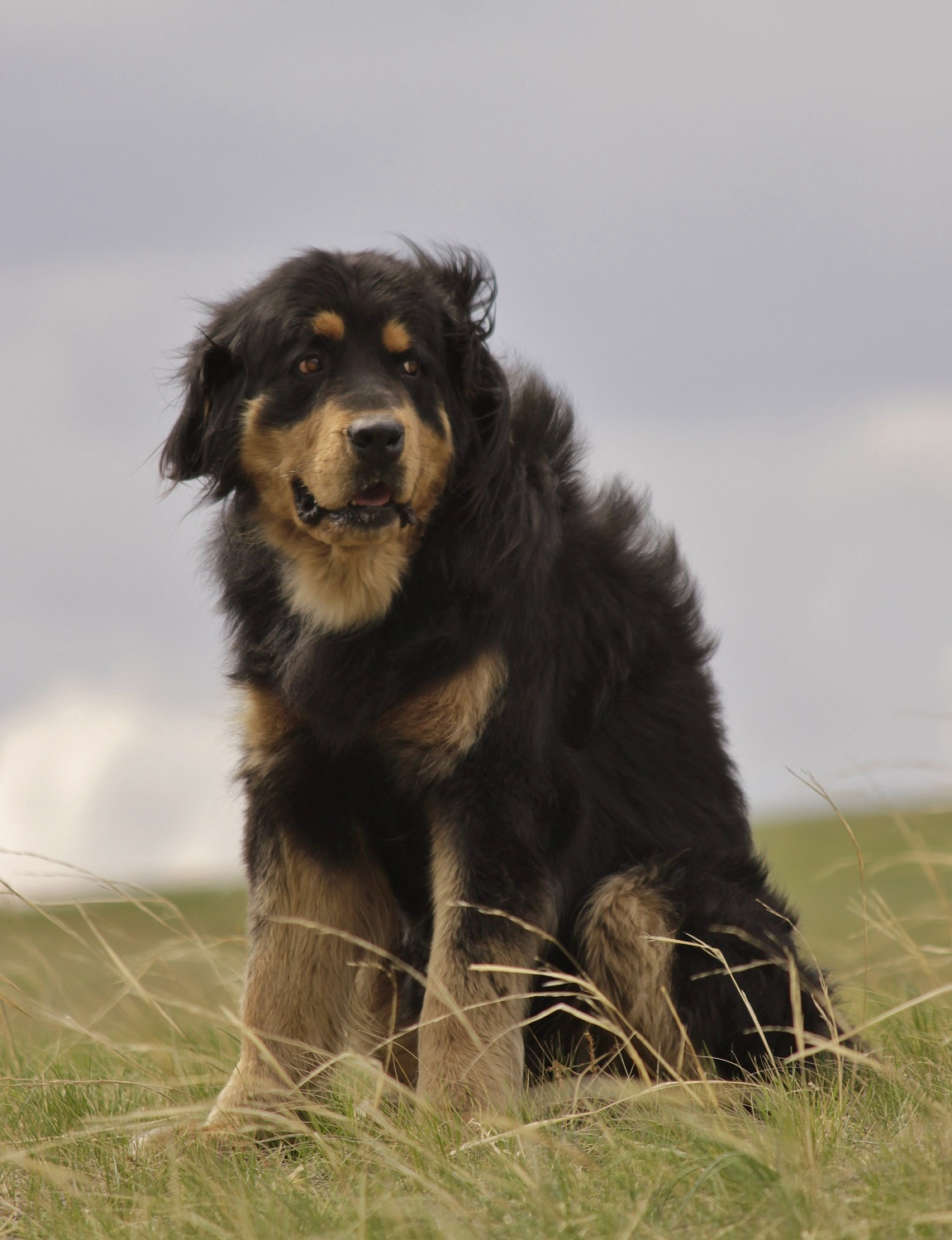

방카르 도그(Bankhar Dog, 부랴트어: хотошо, 몽골어: банхар, 러시아어: Бурят-монгольский волкодав)는 토종 가축 보호견이다. 원래 부랴트인에 의해 사육된 이 종의 성공은 부랴트 공화국과 몽골 전역, 그리고 인접 지역으로 퍼지는 데 기여했으며 20세기 중반에 거의 멸종되었다. 방카르 개는 적대적인 기상 조건에서도 지성과 인내력으로 높이 평가된다. 이것들은 가족에게 충성스럽고 애정이 넘치지만 인간, 늑대, 독수리, 눈표범을 포함한 침입자에 대해서는 강인한 모습을 보인다.